# Geografia Dominiki

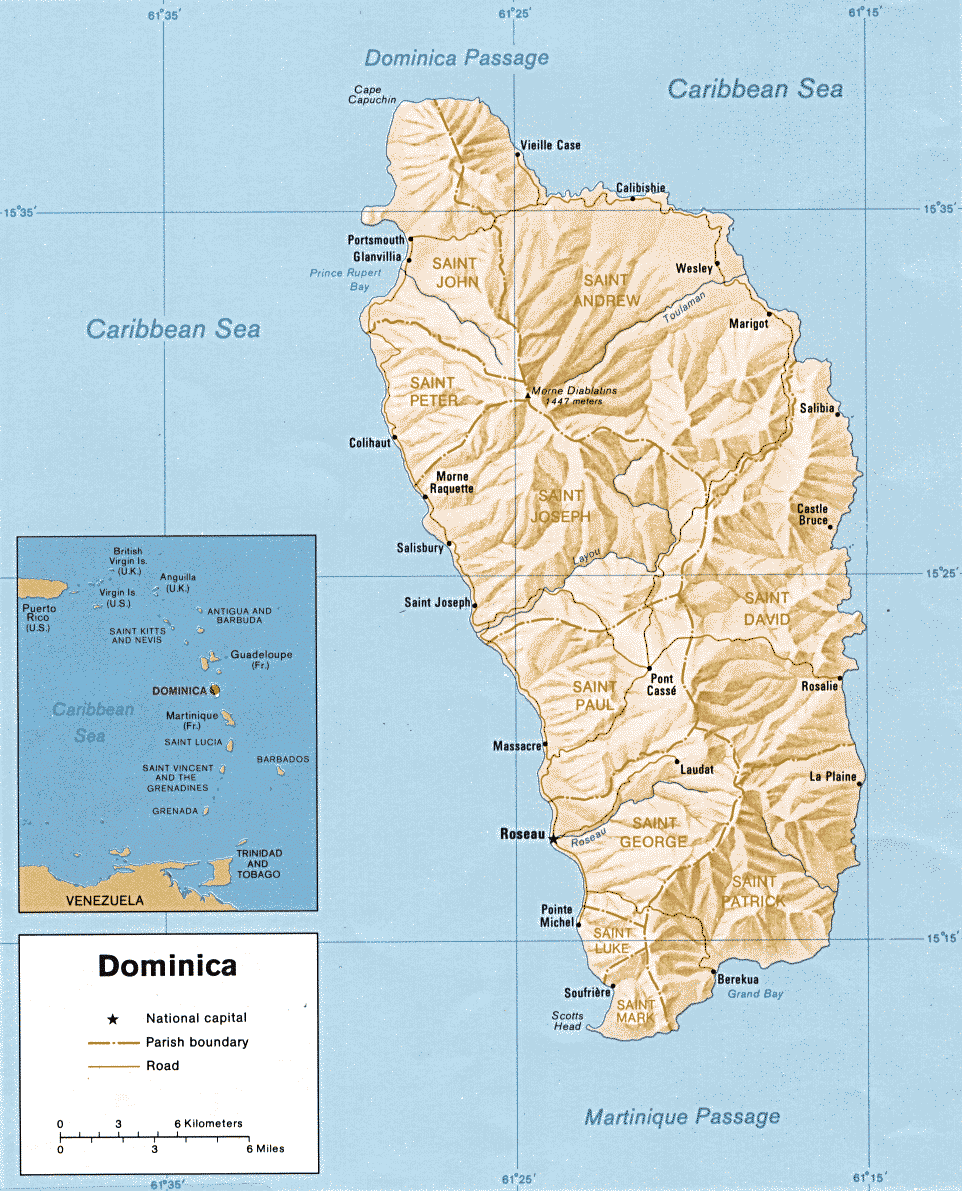
Mapa Dominiki

Dominika jest małym państwem wyspiarskim leżącym w Ameryce Środkowej, w grupie Wysp Zawietrznych wchodzących w skład Małych Antyli. Ta niewielka wyspa została odkryta przez Krzysztofa Kolumba w 1493 roku. Kraj ten cechuje się górzystym krajobrazem i równikowym klimatem. 

## Powierzchnia i położenie geograficzne
Powierzchnia: 751 km² 
Położenie geograficzne (centralny punkt): 15°27'N i 61°21'W.  Wyspa jest długa na 40 km i szeroka na 22 km.

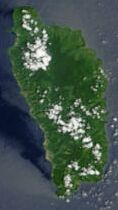
Zdjęcie satelitarne Dominiki

Linia brzegowa: 148 km

## Budowa geologiczna i rzeźba
Dominika jest krajem na który składa się jedna wyspa, która od północy graniczy przez Cieśninę Dominiki z francuskimi wyspami Îles des Saintes i Marie-Galante w departamencie zamorskim Gwadelupa, natomiast od południa przez cieśninę Martynika z Martyniką. Dominika należy do fizycznogeograficznej jednostki wysp śródziemnomorza amerykańskiego. Wyspa ma słabo rozwiniętą linię brzegową, niewielkie i słabo zaznaczone zatoki występują na jej wschodnim wybrzeżu. Wybrzeże jest przeważnie skaliste i na wielu odcinkach wysokie, miejscami występują niewielkie plaże. 
Dominika leży na styku dwóch płyt tektonicznych i jest pochodzenia wulkanicznego. Wyspę budują skały wulkaniczne pochodzące z czwartorzędu. We wschodniej nadbrzeżnej strefie Dominiki występują starsze pochodzące z trzeciorzędu wulkanity. Na wulkanicznych stokach występują gorąca źródła siarczane oraz wyziewy solfatar i fumaroli. Wyspa jest aktywna sejsmicznie i wulkanicznie. 
Dominika jest państwem górzystym, gdzie tereny nizinne ograniczają się od strefy nadbrzeżnej. Góry Dominiki są niskimi górotworami, a rzeźba terenu jest urozmaicona. Najwyższy szczyt – wulkan Morne Diablotins o wysokości 1442 m n.p.m. Drugi co do wysokości szczyt – Morne Trois Pitons wznosi się na 1387 m n.p.m. Oba szczyty usytuowane są południkowo i w ten sposób wyznaczają kształt wyspy, która jest wydłużona zgodnie z przebiegiem środkowej części łuku Małych Antyli. 

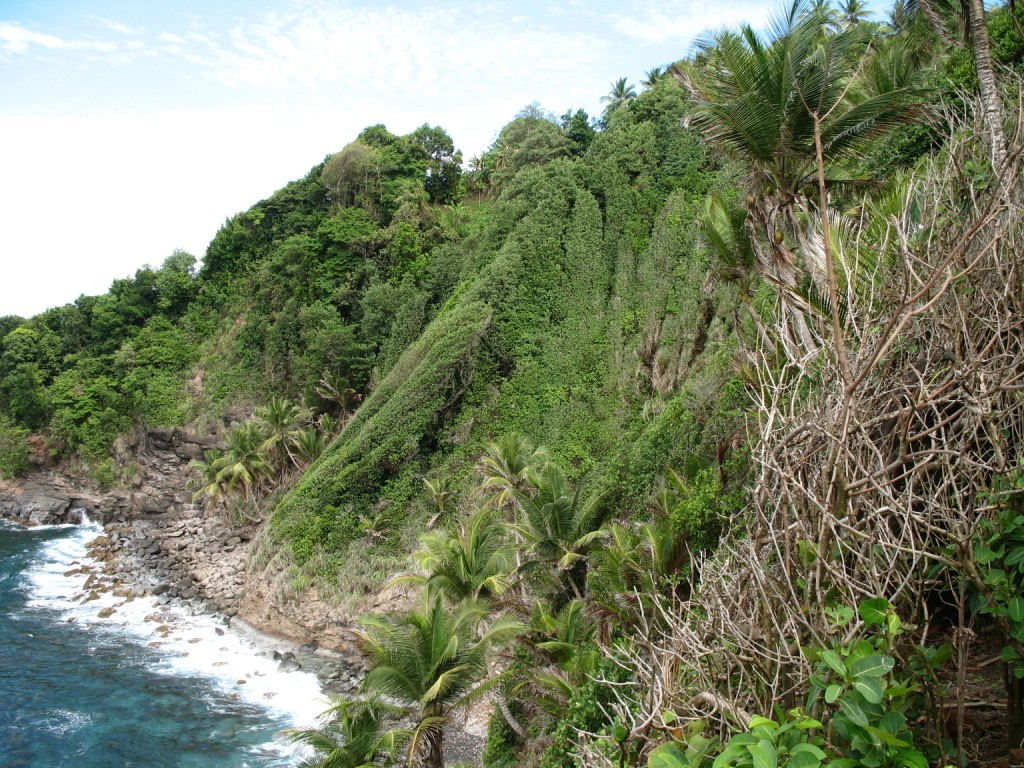
Wybrzeże Dominiki

## Klimat
Dominika leży w strefie klimatu równikowego wilgotnego, charakteryzującego się wysokimi opadami deszczu i średnimi temperaturami powyżej 20 °C. Wyspę oblewają ciepłe prądy morskie, kształtujące wilgotny klimat regionu. 
Temperatury są wysokie i w okresie zimowym wynoszą średnio 24–25°C, a w letnim średnie wartości wynoszą 27–28 °C. Nie występują temperatury ekstremalne, dobowe amplitudy są niewielkie. Nieco niższe wartości termiczne notuje się wyżej w górach, jednak na terenach górskich średnia roczna jest wyższa niż 20 °C, co jest związane z niską wysokością gór. 
Opady są bardzo wysokie przez cały rok. Najniższe wartości notowane są na wybrzeżu, gdzie średni opad wynosi 1750 mm. Największe deszcze występują w górach, gdzie maksymalne wartości osiągają 6250 mm rocznie. Nie ma wyraźnej pory suchej, choć w okresie zimowym natężenie opadów jest niższe niż latem. Przez cały rok panuje wysoka wilgotność powietrza sięgająca 90% i nieschodząca poniżej 70%. Latem i wczesną jesienią rokrocznie wyspa jest nawiedzana przez cyklony tropikalne i sztormy.

## Wody
Sieć rzeczna kraju jest gęsta, ale wszystkie rzeki są krótkie i przeważnie mają postać potoków i strumieni, co wiąże się z ukształtowaniem powierzchni. Cechą jest występowanie licznych wodospadów i progów. Najważniejsze z nich to Roseau i Layon. Mimo dużych rocznych opadów i braku wyraźnej pory suchej rzeki cechują się zmiennością wodostanu, najniższy ich stan ma miejsce zimą, a najwyższy latem. Żadna z rzek nie jest żeglowna, mają one jednak duży potencjał hydroenergetyczny. 

## Gleby
Gleby należą do karaibskiej krainy glebowej i powstały w wyniku wietrzenia skał wulkanicznych. Są to głównie gleby wulkaniczne, które na Dominice cechują się wybitną żyznością

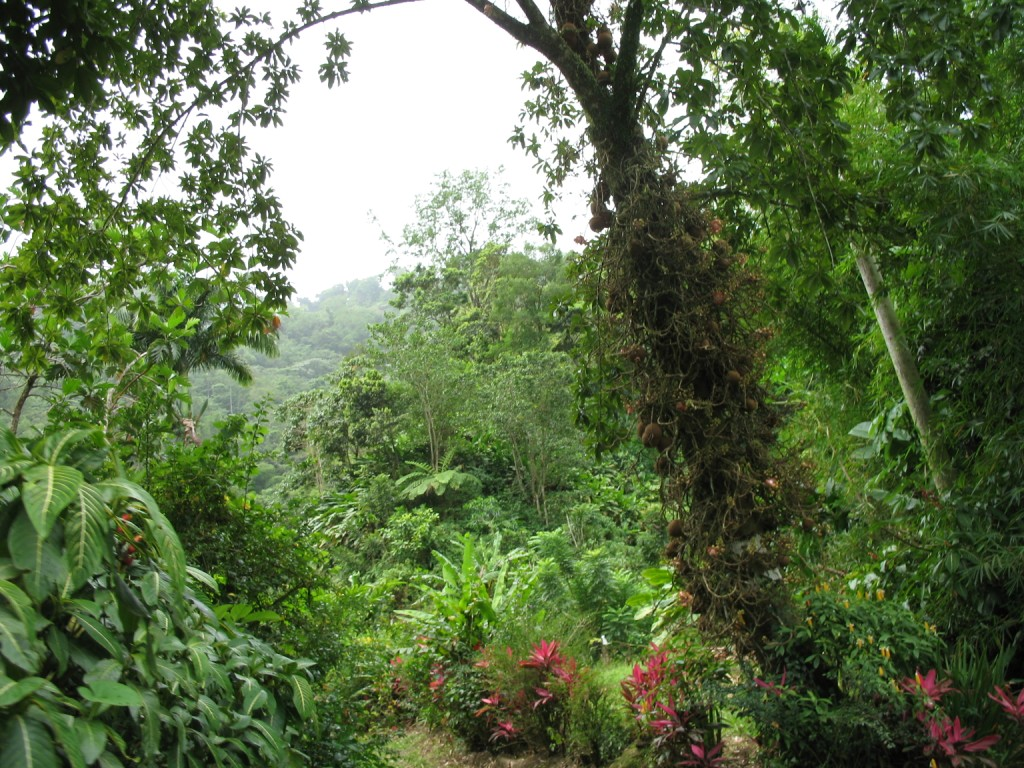
Tropikalne lasy na wyspie

## Flora i fauna
Szata roślinna jest bardzo dobrze zachowana. Dwie trzecie kraju pokrywają tropikalne lasy wiecznie zielone. W lasach tych występuje wiele gatunków drzew, a do najważniejszych należą mahoniowce, drzewa chlebowe. Charakterystyczne dla tych lasów jest występowanie lian i epifitów, a także liliowatych i storczykowatych. Charakterystyczne są także palmy, które rosną w każdym zakątku wyspy. 
Fauna, pomimo że występują dobre warunki siedliskowe, jest uboga. Należy do neotropikalnej krainy antylskiej. Na Dominice nie ma dużych ssaków, liczne są gryzonie, z największym z nich aguti, a także nietoperze. Liczne są także gady, głównie węże i jaszczurki. Bogaty jest świat ptaków około 130 gatunków, głównie morskich. Z lądowych charakterystyczne są kolibry. Wody morskie, obfitują w różne gatunki jak żółwie olbrzymie, Kraby i delfiny.
W 1975 roku utworzono Park Narodowy Morne Trois Pitons, wokół wulkanu.